# INS Sindhurakshak
L'INS Sindhurakshak (en sanskrit, « Protecteur des mers ») est un sous-marin diesel-électrique de classe Kilo de fabrication russe 877EKM,, (classe Sindhughosh) de la marine indienne Mis en service le 24 décembre 1997, il était le neuvième des dix sous-marins de classe Kilo de la marine indienne. Le 4 juin 2010, le ministère de la Défense indien et le chantier naval Zviozdotchka ont signé un contrat d’une valeur de 80 millions de dollars pour la modernisation et la révision du sous-marin. Après la révision, il est retourné en Inde depuis la Russie entre mai et juin 2013. Le sous-marin a subi un incendie et une explosion le 14 août 2013 et a coulé au chantier naval de Bombay, causant la mort de 18 membres d’équipage,,,.

## Construction
Le Sindhurakshak a été construit au Chantier naval de l’Amirauté à Saint-Pétersbourg en Russie. La construction du sous-marin a commencé en 1995. Il a été lancé en juin 1997 et livré à l’Inde en décembre 1997,.

## Historique

### Guerre de Kargil (1999)
Pendant le conflit de Kargil en 1999, le Sindhurakshak a été déployé très près de Karachi, au Pakistan,.

### Président Kalam (2006)

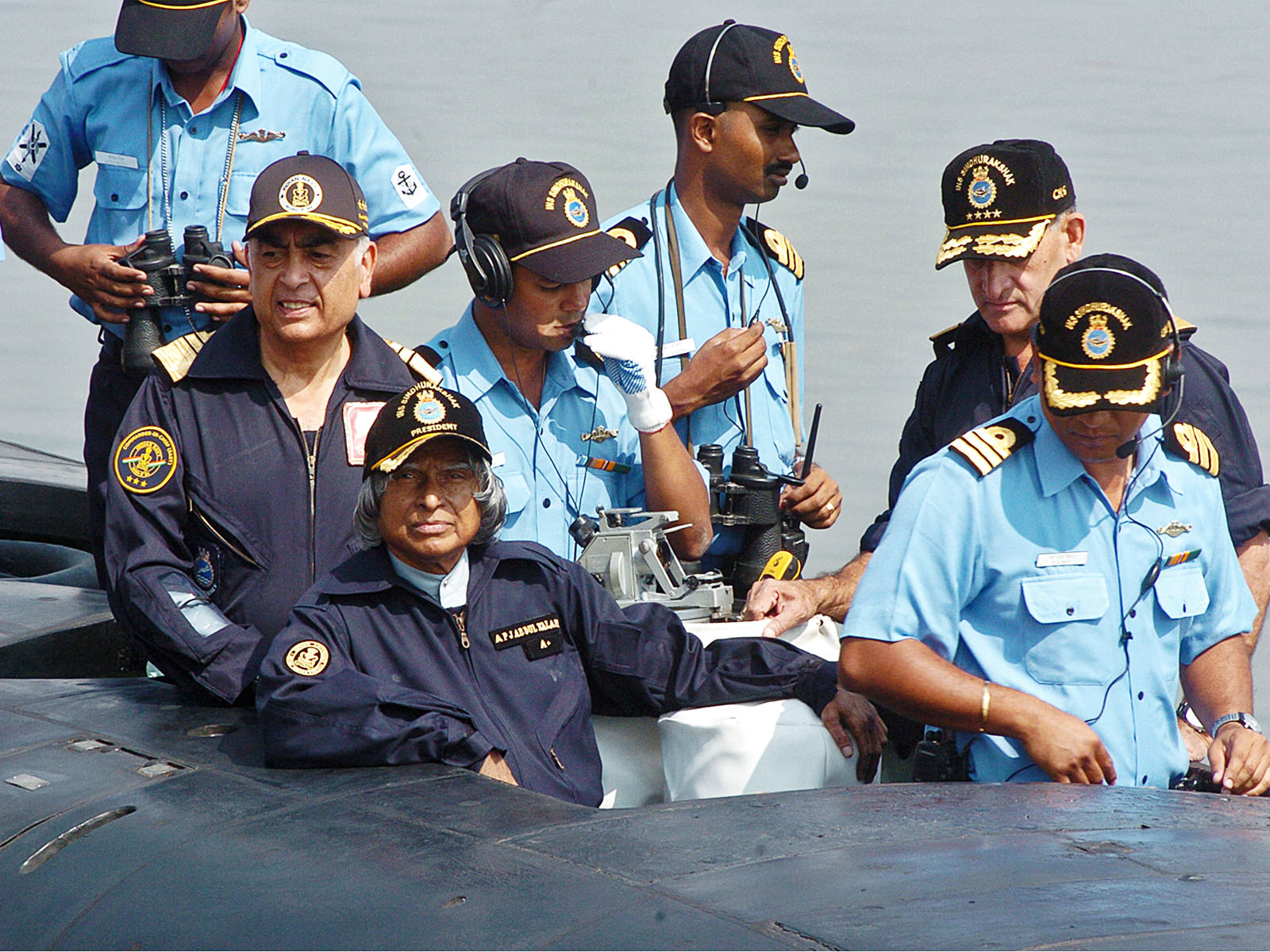
Le président APJ Abdul Kalam à bord du Sindhurakshak

Le 13 février 2006, lors du déploiement du sous-marin à Visakhapatnam sous le commandement naval de l’Est, le président de l'Inde de l’époque, Avul Pakir Jainulabdeen Abdul Kalam, est devenu le premier chef d’État indien à naviguer dans un sous-marin. Il a eu droit à une croisière de démonstration au cours de laquelle le sous-marin a plongé et a navigué dans le golfe du Bengale pendant quelques heures. Il était accompagné du chef d'état-major de la marine Arun Prakash. Le sous-marin était commandé par le commander P. S. Bisht,.

### Accident (2010)
Un incendie s’est déclaré à bord du Sindhurakshak en février 2010 alors que le navire se trouvait à Visakhapatnam. Un marin a été tué et deux autres ont été blessés. Les responsables de la marine ont indiqué que l’incendie avait été causé par une explosion dans le compartiment des batteries du sous-marin, elle s’est produite en raison d’une vanne de batterie défectueuse qui a laissé fuir de l’hydrogène gazeux,.

### Mises à niveau
Après les dégâts causés par l’incendie en 2010, le Sindhurakshak a été transporté en juin 2010 à bord d’un navire transporteur de colis lourds depuis Visakhapatnam jusqu'en Russie pour un radoub, une révision et une mise à niveau qui ont duré deux ans et demi. En août 2010, le Sindhurakshak est arrivé au chantier naval de Zvezdochka en Russie. Le sous-marin a été modernisé, réparé et modernisé dans le cadre du projet 08773, et après la mise à niveau, les essais en mer ont commencé en octobre 2012. Les mises à niveau comprenaient des systèmes de guerre électronique améliorés, un système intégré de contrôle des armes et un nouveau système de refroidissement, et devaient prolonger la durée de vie du sous-marin de dix ans,. Les missiles « Club-S » (3M54 E1 anti-navire et 3M14 E d’attaque terrestre), le sonar USHUS, les systèmes de radiocommunication СCS-MK-2 et le radar de radiolocalisation Porpoise, ainsi que d’autres caractéristiques améliorant la sécurité, ont été incorporés. Le sous-marin a été remis à la marine indienne le 27 janvier 2013, après quoi il est retourné en Inde, sous le commandement du commander Rajesh Ramkumar. C’était la première fois qu’un sous-marin indien naviguait sous la glace,,

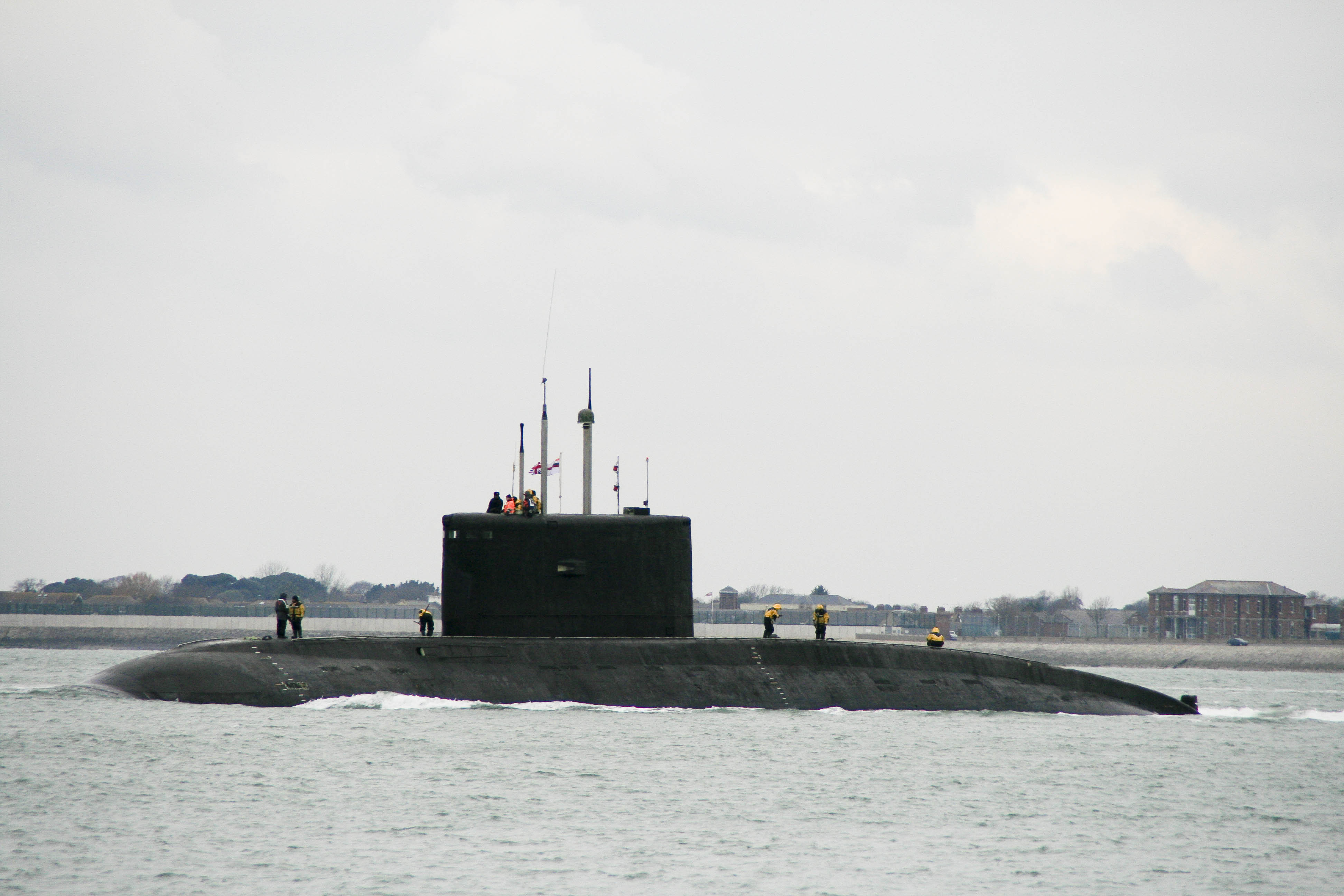
Le Sindhurakshak à Portsmouth,au Royaume-Uni, où il a été amarré en route vers l’Inde après sa révision à mi-vie

### Incident en Méditerranée
En mars 2013, alors qu’il revenait de son carénage, le Sindhurakshak a rencontré une violente tempête en mer Méditerranée alors qu’il voyageait près d’Alexandrie. Cela faisait partie du vaste déploiement de trois mois du sous-marin, où il a parcouru 10000 milles,. La gravité de la tempête a empêché les autorités portuaires d’Alexandrie d’envoyer un remorqueur, et les eaux peu profondes ont empêché le sous-marin de plonger. Un appel d’urgence a été passé via le ministère des Affaires étrangères indien à la marine égyptienne, qui a envoyé ses plus récents remorqueurs et remorqué le sous-marin jusqu’à Port-Saïd,.

### Explosion et naufrage (2013)
Le 14 août 2013, le Sindhurakshak a coulé après des explosions causées par un incendie à bord alors que le sous-marin était amarré à Bombay. L’incendie, suivi d’une série d’explosions de munitions sur le sous-marin armé, s’est produit peu après minuit. L’incendie a été éteint dans les deux heures qui ont suivi. Cependant, en raison des dommages causés par les explosions, le sous-marin a coulé et a été partiellement submergé dans des eaux profondes de 15 mètres à son poste d’amarrage, avec seulement une partie du kiosque visible au-dessus de la surface de l’eau,,,,. Trois marins à bord auraient sauté en lieu sûr. Des plongeurs de la marine ont également été amenés car il était possible que 18 membres du personnel soient piégés à l’intérieur. Le ministre de la Défense Arackaparambil Kurian Antony a confirmé qu’il y avait eu des morts. D’autres sources ont déclaré qu’une petite explosion s’est produite vers minuit, ce qui a ensuite déclenché les deux plus grandes explosions.
En raison de l’explosion, la partie avant du sous-marin était tordue, pliée et froissée, et de l’eau était entrée dans le compartiment avant. Un autre sous-marin, l’INS Sindhughosh, était amarré très près du Sindhurakshak dans l’arsenal naval encombré de Bombay. Il a subi des dommages mineurs causés par le feu, bien que la marine n’ait pas divulgué les détails de l’étendue des dommages,. La double coque de Sindhurakshaka été créditée d’avoir empêché d’autres dommages aux navires environnants,,. Des sources officielles ont déclaré à l’époque qu’il était « hautement improbable » que le sous-marin puisse être remis en service. La marine prévoyait de commencer les opérations de renflouement une fois l’opération de sauvetage terminée,. Au 19 août, sept corps avaient été retrouvés, et 11 étaient toujours portés disparus,,. Le 31 août, six des onze corps retrouvés avaient été identifiés et renvoyés chez eux pour les derniers rites funéraires avec les honneurs militaires.
Le rapport préliminaire de la Marine indiquait qu'« un accident ou une mauvaise manipulation des munitions » était la cause des explosions. Le rapport d’incident complet ne sera publié qu’après le renflouement du sous-marin,,. Le contrat de renflouement a été attribué le 31 janvier 2014 à Resolve India, une filiale du groupe américain Resolve Marine. Le sous-marin a été ramené à la surface le 6 juin 2014. En décembre 2014, une cour d'enquête navale est arrivée à la conclusion préliminaire qu’une erreur humaine, résultant de la fatigue de l’équipage, était à l’origine de la catastrophe. Un officier supérieur a déclaré que « l’équipage travaillait au-delà des heures prescrites. La fatigue et l’épuisement peuvent avoir déclenché une erreur humaine qui a conduit à l’accident. Les procédures opérationnelles normalisées ont été violées à plusieurs niveaux » . Un rapport de 2017 du contrôleur et vérificateur général de l’Inde citait la Commission d’enquête de la Marine déclarant que « les autorités sous-marines concernées n’ont pas correctement évalué la fatigue de l’équipage, en outre, le sous-marin contenait des munitions proches de l’expiration de leur durée de vie ».
Initialement, la marine espérait utiliser le Sindhurakshak après son renflouement, mais le jour de la marine 2015, le vice-amiral Cheema a confirmé que le Sindhurakshak serait éliminé,,. Après une période d’utilisation pour la formation des commandos marine, le sous-marin a été coulé par 3000 mètres de profondeur dans la mer d'Oman en juin 2017,.